# Traganth

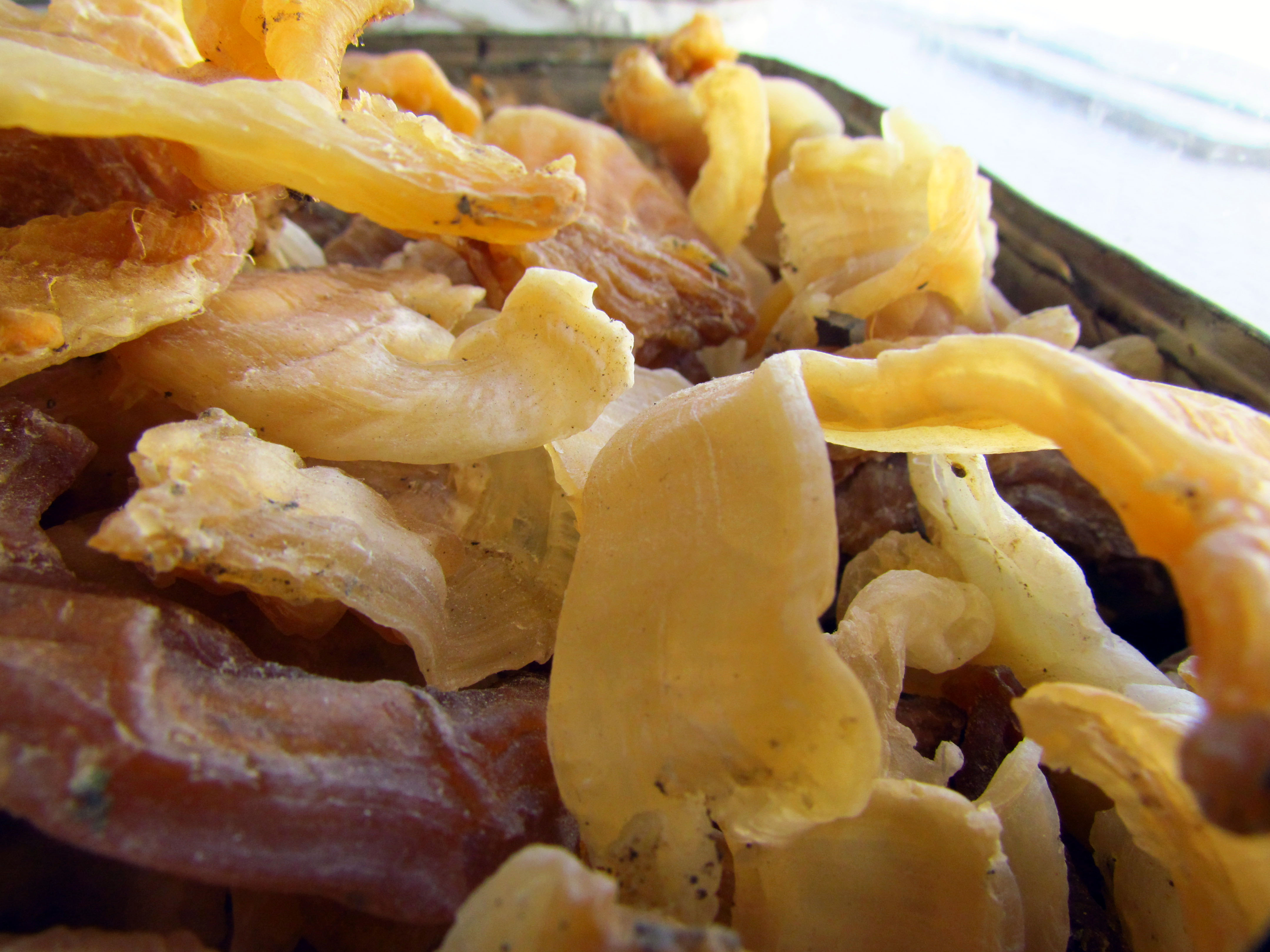
Traganth

Traganth (auch Tragant,  Tragakant, Tragantgummi, Gummitragant) ist ein Gummi bzw. ein natürliches Polysaccharid. Es besteht aus dem nach dem Einritzen von Stämmen und Zweigen austretenden und eintrocknenden Pflanzensaft von strauchigen Vertretern der Schmetterlingsblütler-Gattung Tragant (Astragalus) wie Astragalus gummifer, Astragalus bustillosii , Astragalus tragacantha und Astragalus creticus (synonym Tragacantha cretica) sowie  von Astracantha adscendens, Astracantha microcephala, Astracantha kurdica und Astracantha strobilifera (früher Astragalus strobiliferus), die vormals zur Gattung Astragalus gehörten.

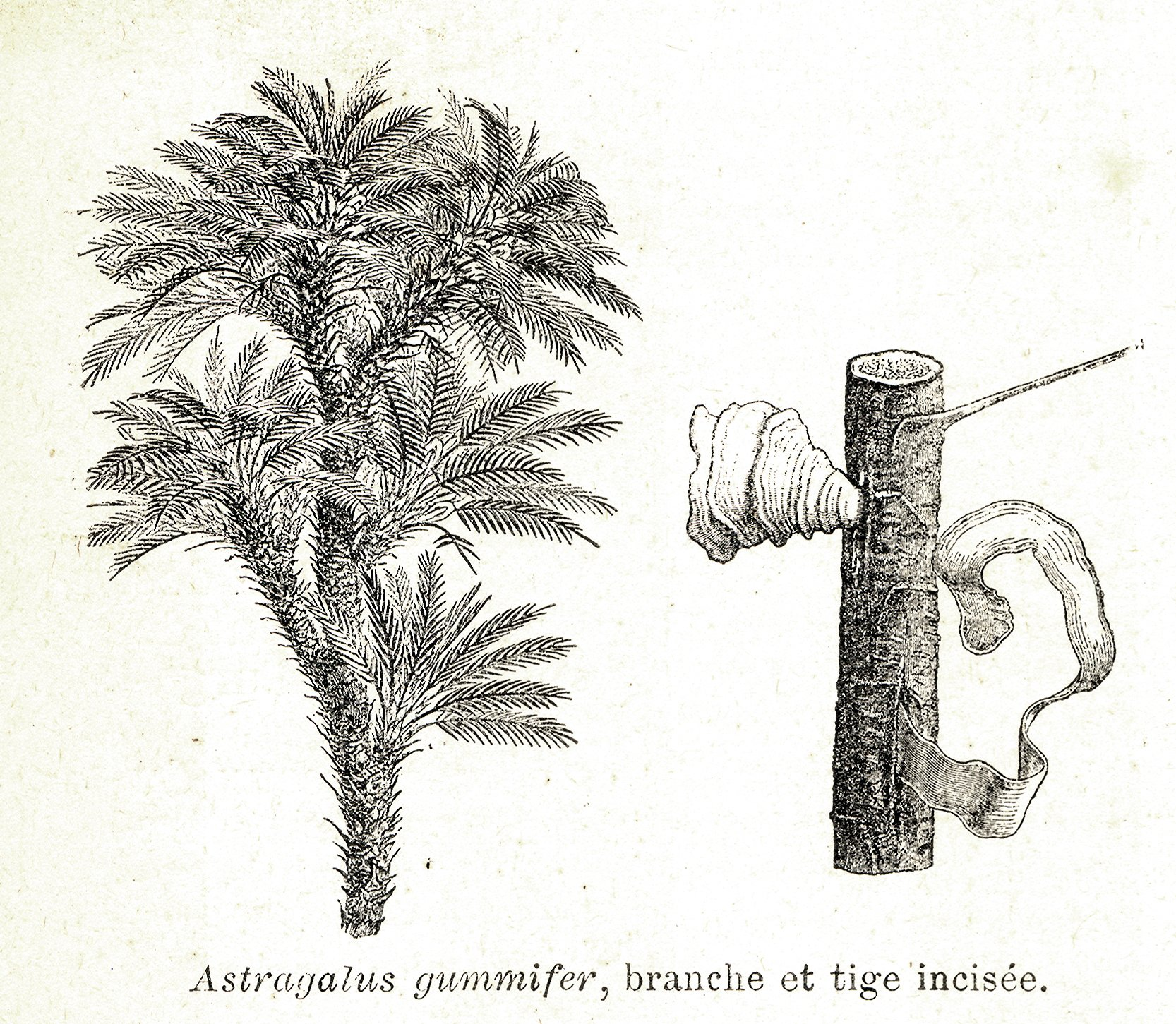
Astragalus gummifer und eingeschnittener Zweig mit Ausscheidungen

Der Name Traganth, aus lateinisch tragacanthum (auch dragagantum), tragacantha, laut Zekert der Gummisaft verschiedener Astragalusarten, von griechisch tragákantha, ‚Bockshorn‘, setzt sich aus altgriechisch τράγος (trágos; Ziegenbock) und ἄκᾰνθος (ákanthos, lateinisch „acanthus“, „Dornblume“, von ákantha, Stachel, Dorn) zusammen; er bezieht sich auf die dornigen Pflanzen und die ziegenbockhörnigen Gummi-Ausscheidungen.
Ein ähnliches Gummi, Karaya (Indischer Traganth), das von Arten aus der Gattung der Stinkbäume (Sterculia spp.) produziert wird, findet ebenso wie Kutira-Gummi, das von dem Schneckensamenbaum (Cochlospermum religiosum Syn.: Cochlospermum gossypium) abgeschieden wird, oft als Surrogat Verwendung. Falschen Traganth oder Pseudotraganth liefert auch z. B. Albizia adianthifolia und  Moringa oleifera.

## Geschichte
Bereits in der Bibel findet Traganth Erwähnung (vgl. Gen 37,25  und Gen 43,11 ).

## Aufbau
Traganth ist gummiartig. Das gummiartige Gemisch setzt sich aus Polysacchariden und Estern zusammen und wird als säure- und hitzestabiles Verdickungsmittel in Lebensmitteln eingesetzt.
Es besteht zu 60–70 % aus Tragacanthin (auch Tragacanthinsäure oder Traganthin) und zu 30–40 % aus Bassorin (auch Traganthinsäure). Tragacanthin ist ein wasserlösliches Polysaccharid und besteht in der Hauptkette aus D-Galacturonsäure und D-Xylose,  in den Seitenketten aus L-Fucose sowie D-Galactose. Das wasserunlösliche, aber in Wasser gut quellbare Bassorin ist aus L-Arabinose, D-Galactose, L-Rhamnose und dem Methylester der D-Galacturonsäure aufgebaut.
Traganth ist farblos bis dunkelbraun, durchscheinend, geruch- und geschmacklos, zäh und schwer pulverisierbar. Er erscheint in blattartigen, bandartigen oder sichelförmigen flachen, nur etwa 1 bis 3 mm dicken und mindestens 0,5 cm breiten oft gestreiften Stücken (diese werden Maftuli genannt) oder als ovale und spröde Flocken mit einer Dicke von 10 bis 50 mm (diese werden Kharmani genannt). Jede Sorte wird auf der Grundlage von Farbe, Viskosität und Dicke in mehrere Grade klassifiziert. Große Flocken und lange Bänder mit heller Farbe sind die besten Sorten. Nur eine Sorte wird üblicherweise pro Standort hergestellt.
Traganth stammt hauptsächlich aus Iran, der Türkei, Indien und Afghanistan.

## Anwendung
Als Füllstoff, Stabilisator, Verdickungsmittel oder Geliermittel wird es z. B. Salatsaucen, Backwarenfüllungen und Speiseeis zugesetzt.
Es wird Dekormassen wie Blüten- und Modellierpasten beigefügt, um ihnen die erforderliche Elastizität zu verleihen.
Als Bindemittel wird es in der Aquarellmalerei verwendet.
Im Tierversuch zeigte es sich problematisch im Hinblick auf Allergien.
Es ist in der EU als Lebensmittelzusatzstoff der Nummer E 413 ohne Höchstmengenbeschränkung (quantum satis) für Lebensmittel allgemein zugelassen.
Traganth (bei Paracelsus Tragagantum genannt) wurde auch in der Heilkunde verwendet. Es wirkt immunstimulierend und entzündungshemmend und diente auch als Füll- und Verdickungsmittel.
Traganth wurde 1890 dazu verwendet, die Reliquie des Heiligen Rocks zu konservieren. Allerdings verfärbte es sich braun und wurde spröde. Um das Gewebe dennoch flexibel zu halten, musste die Luftfeuchtigkeit erhöht werden, was zu einer höheren Schimmelgefahr führte.